# سفارت کره جنوبی در لندن
سفارت کره جنوبی در لندن (به انگلیسی: Embassy of South Korea) یک سفارت در بریتانیا است که در لندن واقع شده‌است.